# Vendo ou Alugo
Vendo ou Alugo é um filme de comédia brasileiro dirigido por Betse de Paula e produzido por Mariza Leão. Foi lançado no dia 9 de agosto de 2013 nos cinemas. O longa conta com Marieta Severo, Marcos Palmeira, Nathália Timberg, Silvia Buarque entre outros atores.

## Sinopse
Maria Alice (Marieta Severo) mora com sua mãe (Nathália Timberg), sua filha (Sílvia Buarque) e sua neta (Beatriz Morgana) em um antigo casarão no bairro do Leme, Rio de Janeiro, localizado na entrada de uma favela. Para sobreviver, Maria Alice vive de bicos, mesmo que sejam ilegais, porém ela sabe que a única alternativa de resolver seus problemas é vender o casarão.
Entretanto, o maior problema é que ninguém quer comprar a casa, devido à proximidade com a favela. Um dia, Maria encontra uma amiga que diz que seu filho, Júlio (Pedro Monteiro), está trabalhando como corretor de imóveis e tem um estrangeiro louco para comprar uma moradia na cidade. Maria pede que ele o leve à sua casa e, esperançosa que a venda enfim aconteça, passa a organizar tudo para agradar o possível cliente.

## Elenco
| Ator/Atriz       | Personagem     |
| ---------------- | -------------- |
| Marieta Severo   | Maria Alice    |
| Nathália Timberg | Maria Eudóxia  |
| Marcos Palmeira  | Jorge          |
| Sílvia Buarque   | Baby           |
| Pedro Monteiro   | Júlio          |
| Nizo Neto        | Tenente Gomide |
| André Mattos     | Pastor         |
| Nicola Lama      | Manoel         |
| Maria Assunção   | Graça          |
| Beatriz Morgana  | Madu           |
| Ilka Soares      | Clotilde       |
| Carmem Verônica  | Dagmar         |
| Daisy Lúcidi     | Kita           |
| Antonio Pitanga  | Seu Capô       |

## Recepção
Vendo ou Alugo recebeu críticas mistas dos especialistas em cinema. Entre os usuário do site IMDb, em 25 de março de 2021, o filme possuía uma média de 5,2 de 10 com base em 186 avaliações.
No site AdoroCinema, o filme conta com uma média de 3,2 estrelas de 5 com base em 10 resenhas críticas da imprensa.
Susana Schild, do O Globo, escreveu: "Com meia dúzia de roteiristas, um ritmo ágil provido pelo uso de steadicam, diálogos primorosos e um elenco afinadíssimo, esta comédia da pacificação deixou o Cine PE com 12 prêmios e o mérito de injetar questões sociais no filão da vez do cinema brasileiro."
Do Omelete, Octavio Caruso elogiou o trabalho de Betse de Paula: "A diretora [...] merece crédito pela escolha de apostar em planos-sequência, demonstrando que a estética pode ser utilizada na comédia como força motriz na narrativa. Ainda que tímida, existe uma crítica social não plenamente resolvida, apontada cinicamente para o "jeitinho brasileiro"."
Diego Benevides, do Cinema com Rapadura, disse: "Vendo ou Alugo mostra que é possível fazer boas comédias nacionais, que partem de um texto inspirado. Mesmo com o humor rápido, o longa sabe dar seus hiatos dramáticos, essenciais para a construção narrativa."

## Principais prêmios e indicações
| Ano  | Festival                            | Categoria                      | Nomeações                                                      | Resultado | Ref.  |
| ---- | ----------------------------------- | ------------------------------ | -------------------------------------------------------------- | --------- | ----- |
| 2013 | Cine PE - Festival do Audiovisual   | Melhor Filme (voto público)    | Betse De Paula                                                 | Venceu    | [ 6 ] |
| 2013 | Cine PE - Festival do Audiovisual   | Melhor Filme (voto crítica)    | Betse De Paula                                                 | Venceu    | [ 6 ] |
| 2013 | Cine PE - Festival do Audiovisual   | Melhor Flme (Calunga)          | Betse De Paula                                                 | Venceu    | [ 6 ] |
| 2013 | Cine PE - Festival do Audiovisual   | Melhor Atriz                   | Marieta Severo                                                 | Venceu    | [ 6 ] |
| 2013 | Cine PE - Festival do Audiovisual   | Melhor Atriz Coadjuvante       | Nathália Timberg                                               | Venceu    | [ 6 ] |
| 2013 | Cine PE - Festival do Audiovisual   | Melhor Ator Coadjuvante        | Pedro Monteiro                                                 | Venceu    | [ 6 ] |
| 2013 | Cine PE - Festival do Audiovisual   | Melhor Roteiro                 | Betse de Paula, Maria Lúcia Dahl, Júlia de Abreu e Mariza Leão | Venceu    | [ 6 ] |
| 2013 | Cine PE - Festival do Audiovisual   | Melhor Montagem                | Marta Luz                                                      | Venceu    | [ 6 ] |
| 2013 | Cine PE - Festival do Audiovisual   | Melhor Trilha Sonora           | Equipe de som                                                  | Venceu    | [ 6 ] |
| 2013 | Cine PE - Festival do Audiovisual   | Melhor Direção de Arte         | Emily Pirmez                                                   | Venceu    | [ 6 ] |
| 2013 | Cine PE - Festival do Audiovisual   | Melhor Atriz (prêmio especial) | Daysi Lúcidi                                                   | Venceu    | [ 6 ] |
| 2013 | Cine PE - Festival do Audiovisual   | Melhor Atriz (prêmio especial) | Carmem Verônica                                                | Venceu    | [ 6 ] |
| 2013 | Cine PE - Festival do Audiovisual   | Melhor Atriz (prêmio especial) | Ilka Soares                                                    | Venceu    | [ 6 ] |
| 2014 | Prêmio Guarani de Cinema Brasileiro | Melhor Atriz Coadjuvante       | Nathália Timberg                                               | Indicada  | [ 7 ] |